# Величковичи (Кобринский район)
Вели́чковичи (бел. Вялічкавічы) — деревня в Кобринском районе Брестской области Белоруссии. Входит в состав Городецкого сельсовета.
По данным на 1 января 2016 года население составило 4 человека в 2 домохозяйствах.

## География
Деревня расположена в 32 км к юго-востоку от города Кобрин, 12 км от станции Городец и в 76 км к востоку от Бреста.
На 2012 год площадь населённого пункта составила 0,16 км² (16 га).

## История
Населённый пункт известен с 1890 как посёлок в составе деревни Челищевичи. В разное время население составляло:
- 1999 год: 9 хозяйств, 16 человек;
- 2005 год: 8 хозяйств, 12 человек;
- 2009 год: 7 человек;
- 2016 год[2]: 2 хозяйства, 4 человека;
- 2019 год[1]: 3 человека.